# 塞浦路斯地理
塞浦路斯是一个位于地中海东部的岛国。塞浦路斯是地中海的第三大岛（在意大利的西西里岛和撒丁岛之后）和世界第81大岛。它位于亚洲的安塔托利亚半岛（现代土耳其的一部分）南部，所以塞浦路斯也可以是西亚和中东的一部分。由于塞浦路斯在西亚、南欧与北非三个地区的交汇处，因此长期受到希腊、安塔托利亚、拜占庭和西欧文化的影响。它有时又被划分为欧洲的一部分，塞浦路斯已在2004年5月1日加入欧盟。
塞浦路斯东西宽为240公里，南北宽为100公里，最北端离土耳其有75公里。其他的地区例如叙利亚和黎巴嫩，分别离塞浦路斯最东端105公里和108公里。东南端距离以色列200公里，最南端距离埃及380公里，最西北端距离希腊的十二群岛的卡斯泰洛里佐岛有280公里，距离罗德岛400公里，距离希腊大陆地区800公里。
塞浦路斯主要由两大山脉：特罗多斯山脉和凯里尼亚山脉和两大山脉之间位于全岛中部的艾萨奥里亚平原构成。特罗多斯山脉组成了南部和西部巨大多数的地区，占据了大致一半的岛屿。而较狭隘和低矮的凯里尼亚山脉穿则过北部的地区，占据的面积也更加的少。在两个山脉的走向大致平行于土耳其的托罗斯山脉，呈东西走向。并且在北塞浦路斯地区可以见到环绕着的不同大小的零散岛屿。
从地缘政治学的角度，这个小岛被分为四个地区。塞浦路斯共和国占据着岛屿南部大约三分之二的地区，而只得到土耳其政府承认的北塞浦路斯土耳其共和国政府则占据着北部约三分之一的地区。而在两个政权中间间隔着联合国的缓冲区绿线，分隔两个政权。另外岛上还有英国的军事基地亚克罗提利与德凯利亚。